# Universul Ciuciuleni
El Universul Ciuciuleni fue un equipo de fútbol de Moldavia que jugó en la División Nacional de Moldavia, la primera división de fútbol en el país.

## Historia
Fue fundado en el año 1992 en la ciudad de Ciuciuleni del distrito de Hincesti como el club representante de la universidad del mismo nombre. Fue uno de los equipos fundadores de la Divizia A en 1992, logrando ese año el ascenso a la División Nacional de Moldavia.
Su primera temporada en primera división también fue su despedida luego de que terminara en último lugar entre 16 equipos donde solo ganó 4 de 30 partidos.
El club desaparecería en 1994 luego de que la universidad dejara de dar apoyo económico al club.